# هارولد غوميز (لاعب كرة قدم)
هارولد غوميز (بالإسبانية: Harold Gómez)‏ (21 أبريل 1992 في كولومبيا - ) هو لاعب كرة قدم كولومبي في مركز الدفاع. لعب مع أونس كالداس وديبورتيفو باستو وديبورتيفو كالي.

## وصلات خارجية
- هارولد غوميز على موقع قاعدة بيانات كرة القدم.إي يو (الإنجليزية)
- هارولد غوميز على موقع Soccerway.com (الإنجليزية)
- هارولد غوميز على موقع AS.com (الإسبانية)